# Eragrostis aurorae
Eragrostis aurorae är en gräsart som beskrevs av Georg Oskar Edmund Launert. Eragrostis aurorae ingår i släktet kärleksgrässläktet, och familjen gräs. Inga underarter finns listade i Catalogue of Life.